# Fernando Aboitiz
José Fernando Aboitiz Saro (Ciudad de México, 13 de octubre de 1973) es administrador de empresas y político mexicano. En su carrera política se ha desempeñado como diputado federal en la LVII Legislatura del Congreso de la Unión de México y diputado local en la I Legislatura del Congreso de la Ciudad de México. Asimismo ha desempeñado varios cargos públicos a nivel local en el Distrito Federal. En 2009 durante la gestión de Marcelo Ebrard fue designado como Secretario de Obras y Servicios. El 12 de febrero de 2013 fue nombrado por Miguel Ángel Mancera como titular de la Agencia de Gestión Urbana de la Ciudad de México, cargo que ocupó hasta el 19 de septiembre de 2016.
También es fundador de una empresa editorial y del periódico El Economista.

## Carrera política

### Diputado federal
En el año 2000 inició su trayectoria en la gestión pública como diputado federal suplente en la LVII Legislatura del Congreso de la Unión por el Partido Acción Nacional. Posteriormente fungió como director general de desarrollo social de la Delegación Miguel Hidalgo. En 2003 fue elegido jefe delegacional de la misma demarcación, cargo que desempeñó hasta finalizar su administración en septiembre de 2006. Durante este tiempo impulsó la promoción deportiva, ferias y brigadas de salud, asesoría jurídica para la adquisición de vivienda, así como diversas actividades culturales y recreativas.

### Proyectos especiales de la Secretaría de Obras y Servicios del Distrito Federal
De mayo del 2008 a julio del 2009, fungió como director general de Proyectos Especiales en la Secretaría de Obras y Servicios del Gobierno del Distrito Federal, donde inició su colaboración al desarrollo de infraestructura urbana de la ciudad. Al frente de Proyectos Especiales, se destaca la realización de las siguientes obras: Rehabilitación integral del Circuito Interior a lo largo de sus 42 km, con la construcción de 5 puentes vehiculares y el mantenimiento general por cinco años, que se realizó bajo un contrato de Prestación de Servicios a Largo Plazo (el primero en su tipo que se llevó a cabo en el Distrito Federal). Coordinó el programa "Cazabaches", cuyo propósito fue darle mantenimiento al pavimento, a solicitud de las demandas ciudadanas que se recibían vía telefónica.

### Secretario de Obras y Servicios del Gobierno del Distrito Federal
En agosto de 2009 fue nombrado Secretario de Obras y Servicios del Gobierno del Distrito Federal. Este encargo lo concluyó en diciembre de 2012, al término del periodo de la administración de Marcelo Ebrard. Sería en este mismo año cuando se afiliaría definitivamente al Partido de la Revolución Democrática.
Durante el período que el licenciado Fernando Abotiz Saro estuvo al frente de la Secretaría de Obras y Servicios, se impulsó la ampliación de la infraestructura de la Ciudad al destinarse más 60 mil millones de pesos en proyectos de transporte público, educación, movilidad y salud; con un firme objetivo: mejorar la calidad de vida de los habitantes de la zona metropolitana. Esta visión liderada por el entonces Secretario de Obras permitió un reenfoque para el futuro de la capital del país, con grandes impactos económicos y sociales. Fue la inversión más grande de los últimos 30 años.
En materia de infraestructura para el desarrollo social, se construyó el centro comunitario DIF-Tepito, cuyo fin fue incrementar la infraestructura destinada a la prestación de servicios de salud preventiva, guardería, así como brindar espacios adicionales para la recreación, el deporte y la convivencia familiar. En la infraestructura educativa, se continuó con la segunda etapa del Campus Cuautepec de la Universidad Autónoma de la Ciudad de México; con la edificación de 9 aulas, 30 cubículos, 6 Laboratorios, sanitarios, cafetería y área de exposiciones. 
Durante su administración se impulsó un intenso programa de construcción y modernización de infraestructura vial. Se construyó la Autopista Urbana con conexión a Querétaro, Toluca y Cuernavaca, que tiene una longitud de más de 26 km y esa vialidad elevada que incluye puentes, túneles y distribuidores, beneficia a más de 800 mil habitantes. También se construyeron los pasos vehiculares de Vista Hermosa y José María Castorena, como parte del Corredor Vial Constituyentes y que conecta de manera eficiente la zona de Santa Fe. Entre otras obras de movilidad realizadas durante su gestión, se encuentran la rehabilitación y ampliación de la Carretera Federal México-Toluca, la construcción del Distribuidor Vial que se ubica en el cruce de la avenida Centenario con el Anillo Periférico Arco Norte, la Gaza de Gran Canal y Periférico Arco Norte, y la Vialidad de Gran Canal en el tramo del Eje Vial 3 Norte al Circuito Interior.
Como Secretario de Obras contribuyó significativamente a la implementación de un nuevo esquema de movilidad para la Ciudad, fue actor clave en el desarrollo de infraestructura para el uso masivo de la bicicleta, como la construcción de la Ciclovia Modelo en agosto de 2010 que sentó las bases para el programa Ecobici que ha puesto a la Ciudad de México a la vanguardia en movilidad en todo el país.
Se puso énfasis en la ampliación del Sistema de Transporte Metrobús, con la construcción de las Líneas 3 y 4, cuyos destinos son Tenayuca–Etiopía y Buenavista-Centro Histórico-Aeropuerto, respectivamente; y la obra civil de los Corredores Cero Emisiones en el Eje Central Lázaro Cárdenas y en el Eje 2 y 2A Sur, con esta y otras obras se construyeron durante su gestión más kilómetros de transporte público que en los últimos 50 años, colocando a la Ciudad de México como la entidad del país con la mayor inversión en el rubro.
Durante su gestión se priorizó la atención ciudadana y en este sentido se puso en marcha el número 072 para reportar baches, fallas en luminarias, tiraderos clandestinos, banquetas dañadas o solicitar podas y limpieza de áreas verdes, el número de atención ha registrado un crecimiento de hasta el 50% anual desde su puesta en marcha en octubre de 2012 (https://web.archive.org/web/20140329144818/http://www.serviciosurbanosdf.com/sintesis/?p=1442) para diciembre de 2013 se registraron 136 mil 001, es decir, 35 mil 350 más; y se registró un incremento en el ingreso de demandas ciudadanas en 30 por ciento, al pasar de 125 mil 331 a 189 mil 660, es decir, 64 mil adicionales.
Fernando Aboitiz fue el artífice del primer contrato de Prestación de Servicios a Largo Plazo de América Latina en materia de alumbrado público, lo que ha permitido dimensionar y fortalecer el alumbrado de la Ciudad de México, no solo en el ahorro de energía, sino como lacapacidad de recuperar el arte y valor del centro histórico. Por dicha iniciativa, la Agencia francesa del Medio Ambiente y Gestión de Energía (ADEME por sus siglas en francés) entregó al Gobierno del Distrito Federal un reconocimiento el 12 de noviembre de 2012. 

### Agencia de Gestión Urbana de la Ciudad de México
Desde el 12 de febrero de 2013 y hasta el 19 de septiembre de 2016, fungió como titular de la Agencia de Gestión Urbana de la Ciudad de México, por nombramiento del jefe de Gobierno Miguel Ángel Mancera Espinosa. Dicha agencia da seguimiento a demandas ciudadanas relacionadas con servicios urbanos y obras públicas, además de construir una ciudad con orden y de largo plazo.
Cómo titular de la Agencia de Gestión Urbana continuó fortaleciendo las estrategias de atención ciudadana, lanzando la aplicación AGUmóvil para brindar asesorías de ruta y de transporte e informar a los automovilistas de los cierres viales por manifestaciones, marchas, choques, incidentes de tránsito, así como de los confinamientos que se realizan en avenidas y calles por mantenimiento de la infraestructura urbana que se registran a diario en la Ciudad de México y ofrecer alternativas viales.

### Diputado local
En 2018 fue incluido en la lista plurinominal de Morena, de donde obtendría un curul en la primera legislatura del congreso local de la CDMX.Al poco tiempo de ser electo, se incorporaría al grupo parlamentario del PES para asegurar que este pudiese conformarse como un grupo parlamentario.Fernando Aboitiz posteriormente sería designado como presidente local de este mismo partido de cara a las elecciones del 2021, encabezando su lista plurinominal. En las elecciones intermedias del 2021el PES sería incapaz de alcanzar el porcentaje mínimo para conservar su registro y como consecuencia, tampoco sería capaz de obtener diputaciones plurinominales, lo que dejaría a Fernando Aboitiz fuera del congreso local.

### Secretaría de Economía
El 4 de octubre de 2024 fue designado por el secretrario de Economía Marcelo Ebrard como jefe de unidad de Coordinación de Actividades Extractivas dentro de dicha secretaría.